# Colloque de Cordoue
Le colloque de Cordoue est une conférence internationale organisée par la chaîne de radio France Culture, qui s'est tenue à Cordoue du 1er au 5 octobre 1979 sur le thème « Science et conscience. Les deux lectures de l'univers ».

## Objectifs
Le but de ce colloque était de confronter les points de vue des scientifiques et de penseurs d'autres disciplines, concernant les découvertes physiques récentes. En particulier, l'apport à la pensée moderne de curiosités comme le paradoxe EPR. Selon Michel Cazenave, son organisateur, il était d'« essayer d'explorer les voies par lesquelles, un jour peut-être, l'homme pourrait se réconcilier avec lui-même, réunir dans une grande gerbe la puissance de sa raison et la profondeur de son âme ». Celui-ci indique plus tard que l'idée du colloque lui a été inspirée par Gitta Mallasz (qu'il invite en tant qu'observateur) et l'expérience que celle-ci relate dans Dialogues avec l'ange.
Parmi les physiciens et les autres scientifiques prestigieux participant, on peut citer David Bohm, Fritjof Capra, Olivier Costa de Beauregard, Brian Josephson, Paul Chauchard et Hubert Reeves.

## Sommaire du colloque

### Première partie: Lamécanique quantiqueet le rôle de laconscience
- L'expérience de la conscience et sa place en physique, par Brian David Josephson
- Le Tao de la physique, par Fritjof Capra
- Cosmos et conscience, par Olivier Costa de Beauregard
- Une théorie quantique de l'interaction entre la conscience et la matière, par Richard D. Mattuck
- L'ordre involué-évolué de l'univers et la conscience, par David Bohm

### Deuxième partie: Neuro-psycho-physiologie et états de conscience
- Les états modifiés de conscience, par Yujiro Ikemi[4]
- Pensée hypnique et rêve de veille : une infusion réciproque ?, par André Virel
- Volonté et contrôle cérébral, par Paul Chauchard

### Troisième partie: L’épiphanie de la psyché dans la conscience
- Introduction, par Élie Humbert
- Science et conscience considérées par la psychologie analytique en tant que science, par Carl Alfred Meier
- Du biologique à l'imaginal, par Pierre Solié
- Quelques aspects de la synchronicité en relation avec le calendrier divinatoire mexicain Tonalamatl, par José F. Zavala
- Une pratique du sens, par Élie G. Humbert
- La mesure des événements : la proposition 117 de Proclus dans la perspective d'une psychologie archétypique, par James Hillman

### Quatrième partie: L'Odyssée de la conscience
- Introduction, par Emilio García Gómez
- Orphée et Iris 80 : l'exploration de l'imaginaire, par Gilbert Durand
- Le chat de Schrödinger et l'imagination, par David L. Miller
- Les rapports de l'âme et de la création selon la pensée de la Kabbale, par Léon Ashkenazi
- Matière et conscience dans les philosophies orientales, par Toshiko Izutsu
- Science et imagination chez William Blake, par Kathleen Raine

### Cinquième partie: Science et conscience
- Introduction, par Hubert Reeves
- Esprit, cerveau et conscience, par Karl H. Pribram
- La neurocybernétique du comportement humain à la lumière du silence de la pensée de l'hésychasme, par Georges Pégand
- Les implications pour la science et la société des découvertes récentes dans le champ de la recherche psychologique et psychique, par Willis H. Harman

### Sixième partie: Conclusions finales
- Introduction, par Yves Jaigu
- L'imagination et l'ordre impliqué, par David Bohm
- Physique et alchimie, par Pierre Solié
- L'idéologie en tant que point de rencontre entre deux mondes, par Daryush Shayegan
- Discussion finale

## Controverses
Certains scientifiques comme  les physiciens Jean-Pierre Vigier puis Jean-Claude Pecker, ont reproché aux physiciens présents au colloque de n'avoir "guère parlé de physique", d'autres ont protesté contre ce qui leur apparaissait comme un mélange des genres insupportable et comme un retour en arrière.
Le journaliste scientifique Michel de Pracontal, reproche au colloque d'avoir été organisé par un média, et non par la communauté scientifique, soulignant que le public en aura surtout retenu, d'une manière peut-être un peu réductrice, que des scientifiques prestigieux soutiennent l'irrationnel ou le paranormal.
Un autre reproche est que les physiciens présents ont lancé leurs spéculations les plus audacieuses, sans qu'elles soient forcément comprises comme telles, et pouvait donc être vues comme des hypothèses courantes en physique moderne par ceux qui la connaissent peu. Le problème était aggravé par le fait que par son thème, la conférence a attiré ceux des physiciens qui sont les plus attirés par les thèses spiritualistes, les rationalistes la boycottant.
Michel Cazenave s'est étonné des "réactions passionnelles de certains scientifiques" sur ce colloque qui "a donné le prétexte à tant de contresens" et dont les contradicteurs n'ont pas vraiment compris le sujet.
On peut évoquer deux causes pour expliquer le succès du colloque : d'une part, le public est attiré par les théories physiques qui justifient les phénomènes paranormaux, ou font jouer un rôle à la conscience humaine dans la physique. D'autre part, comme le fait remarquer Jean-Marc Levy-Leblond, le degré élevé de formalisme et l'abstraction de la mécanique quantique conduisent à en expliciter les concepts à partir de n'importe quelle tradition philosophique et culturelle.

## Prolongements
Le colloque de Cordoue a été prolongé par le colloque de Tsukuba (Japon), Sciences et Symboles, organisé par Michel Cazenave du 6 au 10 novembre 1984.

### Actes du colloque
Science et conscience. Les deux lectures de l'Univers, Stock et France-Culture, 1980  (ISBN 2234013437)